# Thomas Prowse
Thomas William Lemuel Prowse (* 31. August 1888 in Charlottetown, Prince Edward Island; † 1973) war ein kanadischer Unternehmer und Politiker. Von 1950 bis 1958 war er Vizegouverneur der Provinz Prince Edward Island.
Der Sohn des Unterhaus-Abgeordneten Lemuel E. Prowse studierte am Prince of Wales College in Charlottetown. Später leitete er das familieneigene Bekleidungsunternehmen Prowse Brothers Ltd. Acht Jahre lang gehörte Prowse dem Stadtrat von Charlottetown an, von 1930 bis 1932 amtierte er als Bürgermeister. Als Mitglied der Prince Edward Island Liberal Party trat er 1935 mit Erfolg bei den Wahlen zur Legislativversammlung an und blieb bis 1947 Abgeordneter. Generalgouverneur Lord Alexander vereidigte Prowse am 4. Oktober 1950 als Vizegouverneur von Prince Edward Island. Dieses repräsentative Amt übte er bis zum 31. März 1958 aus.